# Piptatherum
Piptatherum es un género de plantas herbáceas perteneciente a la familia de las poáceas. Es originario del Viejo Mundo subtropical y de Norteamérica.
Algunos autores lo incluyen en el género Oryzopsis.

## Descripción
Son plantas perennes, a menudo cespitosas. Hojas con vaina de márgenes libres; lígula truncada o aguda, más o menos pubescente en el dorso; limbo plano o convoluto. Inflorescencia en panícula laxa, con ramas verticiliadas, lisas o escábridas. Espiguillas comprimidas dorsalmente, unifloras. Glumas más largas que la flor, poco desiguales, membranosas, acuminadas. Lema lanceolado-elíptica, con 3-5 nervios poco marcados, obtusa, endurecida en la madurez, glabra, rara vez laxamente pubescente, con 1 arista terminal. Pálea del tamaño de la lema, endurecida en la madurez. Cariopsis oblongoidea.

## Taxonomía
El género fue descrito por Ambroise Marie François Joseph Palisot de Beauvois y publicado en Essai d'une Nouvelle Agrostographie 17, 173. 1812. La especie tipo es: Aegilops triuncialis
Etimología
Piptatherum: nombre genérico derivado del griego pipto = "caer", y la palabra therum para "gluma", lo que significa "glumas caídas".
Citología
Tiene un número de cromosomas de: x = 12. 2n = 24. 2 ploidias. Cromosomas de ‘tamaño medio’.

## Especies seleccionadas
- Piptatherum aequiglume
- Piptatherum canadense
- Piptatherum coerulescens
- Piptatherum exiguum
- Piptatherum micranthum
- Piptatherum miliaceum -
- Piptatherum munroi
- Piptatherum paradoxum
- Piptatherum pungens
- Piptatherum racemosum
- Piptatherum shoshoneanum[5][6]
- Piptatherum paradoxum